# Brown atya (televíziós sorozat)
A Brown atya egy angol televíziós krimisorozat, amelyet a BBC1 2013-ban kezdett vetíteni, Mark Williams-szel a főszerepben. A történetek G. K. Chesterton azonos nevű novellahősén alapulnak, de jelentős átdolgozásra kerültek. A magyar vetítést a Duna Televízió kezdte el 2015-ben.
A BBC-sorozatot megelőzte a brit ATV által 1974-ben készített Brown atya-sorozat, mely híven követte az eredeti Chesterton-mű szellemét.

## Novellafeldolgozás
G. K. Chesterton az 1910-es évek elejétől egészen haláláig, 1936-ig írt történeteket Brown atyáról és Flambeau-ról, aki szinte minden történetben szerepelt. A művek a krimivonal mellett filozófiai témájúak is voltak, a jót és a rosszat állították szembe, és kifejezték Chesterton érdeklődését a római katolikus vallás iránt, amit később fel is vett.
A BBC 2012-ben egy új sorozat tervét kereste a következő évi délutáni műsorsávjukba, amiből naponta egy részt terveztek leadni. Az ötlet, hogy Brown atya történeteit filmesítsék meg, John Yorke producer fejéből pattant ki. Rachel Flowerday és Tahsin Güner alkotta meg a világot, amelybe Brown atyát áthelyezték a századfordulóról. Mivel a novellákban Brown atya a világ különböző pontjain bukkan fel, úgy gondolták, egyszerűbb, ha a történet a második világháborút követő Angliában zajlik, az 1950-es évek elején, egy kisvárosban, Kemblefordban. Megalkották a visszatérő karaktereket is, köztük a plébánia ügyeit vivő vénkisasszonyt, a férfifaló bárónőt és kétes ügyekből élő sofőrjét, a lengyel menekült takarító lányt, valamint Valentine felügyelőt, akinek Brown atya csupán egy púp a hátán. A második évadra a rendőri feladatokat már Sullivan felügyelő végezte, valamint a lengyel Susie-t is kiírták a történetből. Flambeau-t mellékszereplővé tették, aki minden évadban csupán egyszer tűnt fel.
Mivel a karakter háttere ennyire megváltozott, kénytelenek voltak a történeteket is átalakítani. Az első évadban még öt eredeti Chesterton-novellát és öt a sorozat írói által megalkotott történetet filmesítettek meg. A második évad csupán egy eredetit tartalmazott, a harmadik évad négyet, a negyedik pedig egyet sem.

## Szereplők
| Szereplő                           | Színész        | Magyar hang                                        | Évadok    | Évadok     | Évadok      | Évadok      | Évadok    | Évadok    | Évadok    | Évadok    |
| Szereplő                           | Színész        | Magyar hang                                        | 1.        | 2.         | 3.          | 4.          | 5.        | 6.        | 7.        | 8.        |
| ---------------------------------- | -------------- | -------------------------------------------------- | --------- | ---------- | ----------- | ----------- | --------- | --------- | --------- | --------- |
| Brown atya                         | Mark Williams  | 1-2. évad: Haás Vander Péter 3-8. évad: Háda János | 10 epizód | 10 epizód  | 15 epizód   | 10 epizód   | 15 epizód | 10 epizód | 10 epizód | 10 epizód |
| Mrs Bridgette McCarthy (Maguire)   | Sorcha Cusack  | Szabó Éva                                          | 10 epizód | 10 epizód  | 15 epizód   | 10 epizód   | 15 epizód | 10 epizód | 10 epizód | 10 epizód |
| Valentine felügyelő                | Hugo Speer     | Dolmány Attila                                     | 10 epizód | 1 epizód   | -           | -           | -         | -         | -         | 1 epizód  |
| Lady Felicia Montague (Windermere) | Nancy Caroll   | Orosz Helga                                        | 6 epizód  | 8 epizód   | 15 epizód   | 10 epizód   | 2 epizód  | 1 epizód  | 2 epizód  | 1 epizód  |
| Sidney "Sid" Carter                | Alex Price     | 1-4. évad: Jakab Márk 5-6. évad: Sarádi Zsolt      | 6 epizód  | 8 epizód   | 11 epizód   | 9 epizód    | 1 epizód  | 1 epizód  | -         | 1 epizód  |
| Zuzanna "Susie" Jasinski           | Kasia Koleczek | Bertalan Ágnes                                     | 7 epizód  | -          | -           | -           | -         | -         | -         | -         |
| Sullivan felügyelő                 | Tom Chambers   | Varga Gábor                                        | -         | 10 epizód  | 15 epizód   | -           | -         | -         | 1 epizód  | 1 epizód  |
| Mallory felügyelő                  | Jack Deam      | Fesztbaum Béla                                     | -         | -          | -           | 10 epizód   | 15 epizód | 10 epizód | 10 epizód | 10 epizód |
| Lady Penelope "Bunty" Windermere   | Emer Kenny     | Tamási Nikolett                                    | -         | -          | -           | -           | 14 epizód | 10 epizód | 10 epizód | 10 epizód |
| Goodfellow közrendőr               | John Burton    | Bácskai János                                      | -         | (2 epizód) | (15 epizód) | (10 epizód) | 15 epizód | 10 epizód | 10 epizód | 10 epizód |

## Magyar vetítés
A Duna Televízió a sorozat első 9 epizódját a hétfő esti sorozatsávjában sugározta, fél nyolc tájékán, attól függően, milyen hosszúra nyúlt a Híradó, illetve a felvezető sorozat, a Don Matteo.
Az első évad utolsó részét, valamint a 2. évadot már péntek esténként, főműsoridőben sugározta a csatorna, mivel június közepén átálltak a nyári műsorrendre. A Brown atya a pénteki krimi esték része lett, amelyeknek szintén tagja volt a Columbo, valamint Agatha Christie történetei. A sorozat felvezetője A hegyi doktor – Újra rendel lett. Az epizódok kezdete esetenként megint csúszott a 20:20-as időponthoz képest, az évadzáró epizódot pedig késő este vetítették.
A Duna Televízió a második évad után bejelentette, hogy a következő évadot 2016-ban tűzik műsorra. Februárban azt is nyilvánosságra hozták, hogy a harmadik évad után megszakítás nélkül folytatják a negyedik évaddal, ami azért különleges, mert az évad így kevesebb mint három hónappal az eredeti premier után már nálunk is adásba kerül. Miután megismételték az első két évadot, a harmadik és a negyedik évad átkerült a kora délutáni műsorsávba, az epizódok minden hétköznap 15:15-től (kivéve csütörtökönként, amikor valamivel korábban) kerültek adásba. A sugárzás sem a nemzeti ünnepen, március 15-én, sem húsvéthétfőn nem maradt el, csupán egy órával korábbra csúszott.
| Évad | Évad | Epizódok | Eredeti sugárzás   | Eredeti sugárzás  | Magyar sugárzás      | Magyar sugárzás     |
| Évad | Évad | Epizódok | Évadpremier        | Évadfinálé        | Évadpremier          | Évadfinálé          |
| ---- | ---- | -------- | ------------------ | ----------------- | -------------------- | ------------------- |
|      | 1    | 10       | 2013. január 14.   | 2013. január 25.  | 2015. április 13.    | 2015. június 19.    |
|      | 2    | 10       | 2014. január 6.    | 2014. január 17.  | 2015. június 26.     | 2015. augusztus 28. |
|      | 3    | 15       | 2015. január 5.    | 2015. január 23.  | 2016. március 1.     | 2016. március 21.   |
|      | 4    | 10       | 2016. január 4.    | 2016. január 15.  | 2016. március 22.    | 2016. április 4.    |
|      | 5    | 15       | 2016. december 23. | 2017. január 19.  | 2018. április 29.    | 2018. augusztus 19. |
|      | 6    | 10       | 2017. december 18. | 2018. január 12.  | 2018. augusztus 26.  | 2018. október 28.   |
|      | 7    | 10       | 2019. január 7.    | 2019. január 18.  | 2019. szeptember 23. | 2019. október 4.    |
|      | 8    | 10       | 2020. január 6.    | 2020. január 17.  | 2021. március 2.     | 2021. március 16.   |
|      | 9    | 10       | 2022. január 3.    | 2022. január 14.  | 2022. november 8.    |                     |
|      | 10   | 10       | 2023. január 6.    | 2023. március 10. | 2024. június 18.     | 2024. augusztus 27. |
|      | 11   | 10       | 2024. január 5.    | 2024. március 8.  |                      |                     |

## Epizódok

### 1. évad
| #   | Hivatalos epizódcím        | Magyar cím                 | Rendezte       | Írta                  | Eredeti premier  | Magyar premier    |
| --- | -------------------------- | -------------------------- | -------------- | --------------------- | ---------------- | ----------------- |
| 1.  | The Hammer of God          | Isten pörölye              | Ian Barber     | Tahsin Güner          | 2013. január 14. | 2015. április 13. |
| 2.  | The Flying Stars           | Hulló csillagok            | Ian Barber     | Rachel Flowerday      | 2013. január 15. | 2015. április 20. |
| 3.  | The Wrong Shape            | A bűntudat                 | Dominic Keavey | Nicola Wilson         | 2013. január 16. | 2015. április 27. |
| 4.  | The Man in the Tree        | Ember a fán                | Dominic Keavey | Rebecca Wojciechowski | 2013. január 17. | 2015. május 4.    |
| 5.  | The Eye of Apollo          | Apolló szeme               | Matt Carter    | Tahsin Güner          | 2013. január 18. | 2015. május 11.   |
| 6.  | The Bride of Christ        | Krisztus jegyese           | Ian Barber     | Jude Tindall          | 2013. január 21. | 2015. május 18.   |
| 7.  | The Devil's Dust           | Ördögi por                 | Dominic Keavey | Dan Muirden           | 2013. január 22. | 2015. május 25.   |
| 8.  | The Face of Death          | A halál arca               | Matt Carter    | Lol Fletcher          | 2013. január 23. | 2015. június 1.   |
| 9.  | The Mayor and the Magician | A polgármester és a bűvész | Dominic Keavey | Nicola Wilson         | 2013. január 24. | 2015. június 8.   |
| 10. | The Blue Cross             | A kék kereszt              | Ian Barber     | Paul Matthew Thompson | 2013. január 25. | 2015. június 19.  |

### 2. évad
| #   | Hivatalos epizódcím         | Magyar cím                  | Rendezte    | Írta                  | Eredeti premier  | Magyar premier      |
| --- | --------------------------- | --------------------------- | ----------- | --------------------- | ---------------- | ------------------- |
| 1.  | The Ghost in the Machine    | Szellem a gépezetben        | Matt Carter | Rachel Flowerday      | 2014. január 6.  | 2015. június 26.    |
| 2.  | The Maddest of All          | A legbolondabbak mind közül | Matt Carter | Tahsin Güner          | 2014. január 7.  | 2015. július 3.     |
| 3.  | The Pride of the Prydes     | A Pryde-ok büszkesége       | Paul Gibson | Jude Tindall          | 2014. január 8.  | 2015. július 10.    |
| 4.  | The Shadow of the Scaffold  | A bitófa árnyékában         | Paul Gibson | Rachel Flowerday      | 2014. január 9.  | 2015. július 17.    |
| 5.  | The Mystery of the Rosary   | A rózsafüzér rejtélyei      | Ian Barber  | Paul Matthew Thompson | 2014. január 10. | 2015. július 24.    |
| 6.  | The Daughters of Jerusalem  | Jeruzsálem leányai          | Matt Carter | Jude Tindall          | 2014. január 13. | 2015. július 31.    |
| 7.  | The Three Tools of Death    | A halál három eszköze       | Paul Gibson | Lol Fletcher          | 2014. január 14. | 2015. augusztus 7.  |
| 8.  | The Prize of Colonel Gerard | Gerard ezredes jutalma      | Ian Barber  | Dominique Moloney     | 2014. január 15. | 2015. augusztus 14. |
| 9.  | The Grim Reaper             | A nagy kaszás               | Matt Carter | David Semple          | 2014. január 16. | 2015. augusztus 21. |
| 10. | The Laws of Motion          | A mozgás törvényei          | Paul Gibson | Tahsin Güner          | 2014. január 17. | 2015. augusztus 28. |

### 3. évad
| #  | Hivatalos epizódcím            | Magyar cím            | Rendezte      | Írta                  | Eredeti premier  | Magyar premier    |
| -- | ------------------------------ | --------------------- | ------------- | --------------------- | ---------------- | ----------------- |
| 1  | „The Man in the Shadows”       | Árnyékvilág           | Paul Gibson   | Rob Kinsman           | 2015. január 5.  | 2016. március 1.  |
| 2  | „The Curse of Amenhotep”       | Amenhotep átka        | Matt Carter   | Jude Tindall          | 2015. január 6.  | 2016. március 2.  |
| 3  | „The Invisible Man”            | A láthatatlan ember   | Matt Carter   | Tahsin Güner          | 2015. január 7.  | 2016. március 3.  |
| 4  | „The Sign of the Broken Sword” | A törött kard jele    | Ian Barber    | Stephen McAteer       | 2015. január 8.  | 2016. március 4.  |
| 5  | „The Last Man”                 | Az utolsó ember       | John Greening | Jude Tindall          | 2015. január 9.  | 2016. március 7.  |
| 6  | „The Upcott Fraternity”        | Az Upcott testvériség | Paul Gibson   | Paul Matthew Thompson | 2015. január 12. | 2016. március 8.  |
| 7  | „The Kembleford Boggart”       | A kemblefordi kobold  | John Greening | Jonathan Neil         | 2015. január 13. | 2016. március 9.  |
| 8  | „The Lair of the Libertines”   | Kéjencek kastélya     | Matt Carter   | Lol Fletcher          | 2015. január 14. | 2016. március 10. |
| 9  | „The Truth in the Wine”        | Borban az igazság     | Ian Barber    | Kit Lambert           | 2015. január 15. | 2016. március 11. |
| 10 | „The Judgement of Man”         | Az ítélet napja       | Ian Barber    | Paul Matthew Thompson | 2015. január 16. | 2016. március 14. |
| 11 | „The Time Machine”             | Az időgép             | Ian Barber    | Tahsin Güner          | 2015. január 19. | 2016. március 15. |
| 12 | „The Standing Stones”          | A menhirek titka      | Matt Carter   | Rachel Flowerday      | 2015. január 20. | 2016. március 16. |
| 13 | „The Paradise of Thieves”      | Tolvajok paradicsoma  | Diana Patrick | Rob Kinsman           | 2015. január 21. | 2016. március 17. |
| 14 | „The Deadly Seal”              | Halálos titok         | Diana Patrick | Dan Muirden           | 2015. január 22. | 2016. március 18. |
| 15 | „The Owl of Minerva”           | Minerva baglya        | Matt Carter   | Jude Tindall          | 2015. január 23. | 2016. március 21. |

### 4. évad
| #  | Hivatalos epizódcím          | Magyar cím            | Rendezte        | Írta             | Eredeti premier  | Magyar premier    |
| -- | ---------------------------- | --------------------- | --------------- | ---------------- | ---------------- | ----------------- |
| 1  | „The Mask of the Demon”      | A gonosz álarca       | Paul Gibson     | Jude Tindall     | 2016. január 4.  | 2016. március 22. |
| 2  | „The Brewer's Daughter”      | A sörfőző lánya       | Paul Gibson     | Kit Lambert      | 2016. január 5.  | 2016. március 23. |
| 3  | „The Hangman's Demise”       | A hóhér halála        | David Beauchamp | Dan Murden       | 2016. január 6.  | 2016. március 24. |
| 4  | „The Crackpot of the Empire” | A birodalom bolondja  | David Beauchamp | Lol Fletcher     | 2016. január 7.  | 2016. március 25. |
| 5  | „The Daughter of Autolycus”  | Autolükosz lánya      | Paul Gibson     | Jude Tindall     | 2016. január 8.  | 2016. március 28. |
| 6  | „The Rod of Asclepius”       | Aszklépiosz botja     | David Beauchamp | Jude Tindall     | 2016. január 11. | 2016. március 29. |
| 7  | „The Missing Man”            | Eltűntnek nyilvánítva | David Beauchamp | Rachel Flowerday | 2016. január 12. | 2016. március 30. |
| 8  | „The Resurrectionists”       | A hullarablók         | James Larkin    | Rob Kinsman      | 2016. január 13. | 2016. március 31. |
| 9  | „The Sins of the Father”     | Brown atya bűnei      | Paul Gibson     | Al Smith         | 2016. január 14. | 2016. április 1.  |
| 10 | „The Wrath of Baron Samdi”   | Baron Samdi haragja   | James Larkin    | Tahsin Güner     | 2016. január 15. | 2016. április 4.  |

### 5. évad
| #  | Hivatalos epizódcím             | Magyar cím                | Rendezte      | Írta                  | Eredeti premier    | Magyar premier      |
| -- | ------------------------------- | ------------------------- | ------------- | --------------------- | ------------------ | ------------------- |
| 1  | „The Star of Jacob”             | Jákob csillaga            | Paul Gibson   | Jude Tindall          | 2016. december 23. | 2018. április 29.   |
| 2  | „The Labyrinth of the Minotaur” | A Minótaurosz labirintusa | Paul Gibson   | Jude Tindall          | 2017. január 2.    | 2018. május 6.      |
| 3  | „The Eve of St John”            | Szentivánéj               | Gary Williams | Jude Tindall          | 2017. január 3.    | 2018. május 13.     |
| 4  | „The Chedworth Cyclone”         | A Chedworth-i Ciklon      | Paul Gibson   | Paul Matthew Thompson | 2017. január 4.    | 2018. május 20.     |
| 5  | „The Hand of Lucia”             | Lucia keze                | Paul Gibson   | Lol Fletcher          | 2017. január 5.    | 2018. június 10.    |
| 6  | „The Eagle and the Daw”         | A sas és a csóka          | Gary Williams | Kit Lambert           | 2017. január 6.    | 2018. június 17.    |
| 7  | „The Smallest of Things”        | A legapróbb dolgok        | Bob Thomson   | Tahshin Güner         | 2017. január 9.    | 2018. június 24.    |
| 8  | „The Crimson Feather”           | A Bíbor Toll              | Paul Gibson   | Kit Lambert           | 2017. január 10.   | 2018. július 1.     |
| 9  | „The Lepidopterist's Companion” | A lepkegyűjtő társa       | Paul Gibson   | Kit Lambert           | 2017. január 11.   | 2018. július 8.     |
| 10 | „The Alchemist's Secret”        | Az alkimista titka        | Simon Gibney  | Rob Kinsman           | 2017. január 12.   | 2018. július 15.    |
| 11 | „The Sins of Others”            | A mások bűne              | Diana Patrick | Tahsin Güner          | 2017. január 13.   | 2018. július 22.    |
| 12 | „The Theatre of the Invisible”  | A vetélkedő csillagai     | Bob Thomson   | David Semple          | 2017. január 16.   | 2018. július 29.    |
| 13 | „The Tanganyika Green”          | A Tanganyika zöldje       | Simon Gibney  | Catherine Skinner     | 2017. január 17.   | 2018. augusztus 5.  |
| 14 | „The Fire in the Sky”           | Tűz az égen               | Diane Patrick | Kit Lambert           | 2017. január 18.   | 2018. augusztus 12. |
| 15 | „The Penitent Man”              | A vezeklő ember           | Paul Gibson   | Tahsin Güner          | 2017. január 19.   | 2018. augusztus 19. |

### 6. évad
| #  | Hivatalos epizódcím                  | Magyar cím                  | Rendezte                | Írta                        | Eredeti premier    | Magyar premier       |
| -- | ------------------------------------ | --------------------------- | ----------------------- | --------------------------- | ------------------ | -------------------- |
| 1  | „The Tree of Truth”                  | Az igazság fája             | Paul Gibson             | Jude Tindall                | 2017. december 18. | 2018. augusztus 26.  |
| 2  | „The Jackdaw's Revenge”              | A csóka bosszúja            | Gary Williams           | Kit Lambert                 | 2018. január 2.    | 2018. szeptember 2.  |
| 3  | „The Kembleford Dragon”              | A Kemblefordi Sárkány       | Christiana Ebohon-Green | David Semple                | 2018. január 3.    | 2018. szeptember 9.  |
| 4  | „The Angel of Mercy”                 | A halál angyala             | Niall Fraser            | Dan Muirden                 | 2018. január 4.    | 2018. szeptember 16. |
| 5  | „The Face of the Enemy”              | Az ellenség arca            | Christiana Ebohon-Green | Tahsin Güner                | 2018. január 5.    | 2018. szeptember 23. |
| 6  | „The Devil You Know”                 | Az ördög álruhában          | Niall Fraser            | Jude Tindall                | 2018. január 8.    | 2018. szeptember 30. |
| 7  | „The Dance of Death”                 | A halál tánca               | Piotr Szkopiak          | Rob Kinsman                 | 2018. január 9.    | 2018. október 7.     |
| 8  | „The Cat of Mastigatus”              | Mastigatus macskája         | Piotr Szkopiak          | Mark Hiser & Bridget Colgan | 2018. január 10.   | 2018. október 14.    |
| 9  | „The Flower of the Fairway”          | A pázsit csillaga           | Gary Williams           | Rachel Flowerday            | 2018. január 11.   | 2018. október 21.    |
| 10 | „The Two Deaths of Hercule Flambeau” | Hercule Flambeau két halála | Paul Gibson             | Kit Lambert                 | 2018. január 12.   | 2018. október 28.    |

### 7. évad
| #  | Hivatalos epizódcím           | Magyar cím            | Rendezte                | Írta         | Eredeti premier  | Magyar premier       |
| -- | ----------------------------- | --------------------- | ----------------------- | ------------ | ---------------- | -------------------- |
| 1  | „The Great Train Robbery”     | A nagy vonatrablás    | Paul Gibson             | Jude Tindall | 2019. január 7.  | 2019. szeptember 23. |
| 2  | „The Passing Bell”            | A harangok szava      | Ian Barber              | David Semple | 2019. január 8.  | 2019. szeptember 24. |
| 3  | „The Whistle in the Dark”     | Sípszó a sötétben     | Ian Barber              | Tahsin Güner | 2019. január 9.  | 2019. szeptember 25. |
| 4  | „The Demise of the Debutante” | Az elsőbálozó bukása  | Paul Gibson             | Lol Fletcher | 2019. január 10. | 2019. szeptember 26. |
| 5  | „The Darkest Noon”            | A legsötétebb nappal  | Christiana Ebohon-Green | Kit Lambert  | 2019. január 11. | 2019. szeptember 27. |
| 6  | „The Sacrifice of Tantalus”   | Tantaluszi áldozat    | Dominic Keavey          | Kit Lambert  | 2019. január 14. | 2019. szeptember 30. |
| 7  | „The House of God”            | Isten háza            | Paul Gibson             | Dan Muirden  | 2019. január 15. | 2019. október 1.     |
| 8  | „The Blood of the Anarchists” | Az anarchisták vére   | Dominic Keavey          | Lol Fletcher | 2019. január 16. | 2019. október 2.     |
| 9  | „The Skylark Scandal”         | Egy botrány részletei | Christiana Ebohon-Green | Rachel Smith | 2019. január 17. | 2019. október 3.     |
| 10 | „The Honourable Thief”        | A becsületes tolvaj   | Paul Gibson             | Kit Lambert  | 2019. január 18. | 2019. október 4.     |

### 8. évad
| #  | Hivatalos epizódcím                   | Magyar cím                    | Rendezte       | Írta              | Eredeti premier  | Magyar premier    |
| -- | ------------------------------------- | ----------------------------- | -------------- | ----------------- | ---------------- | ----------------- |
| 1  | „The Celestial Choir”                 | Mennyei kórus                 | Paul Gibson    | Kit Lambert       | 2020. január 6.  | 2021. március 2.  |
| 2  | „The Queen Bee”                       | A méhkirálynő                 | Dominic Keavey | David Semple      | 2020. január 7.  | 2021. március 3.  |
| 3  | „The Scales Of Justice”               | Az igazság mérlege            | Darcia Martin  | Dominique Moloney | 2020. január 8.  | 2021. március 4.  |
| 4  | „The Wisdom Of The Fool”              | Bolond bölcsesség             | Paul Gibson    | Lol Fletcher      | 2020. január 9.  | 2021. március 5.  |
| 5  | „The Folly Of Jephthah”               | Jefte könnyelműsége           | Darcia Martin  | Kit Lambert       | 2020. január 10. | 2021. március 8.  |
| 6  | „The Numbers of The Beast”            | Az ördög számai               | Paul Gibson    | Dan Muirden       | 2020. január 13. | 2021. március 9.  |
| 7  | „The River Corrupted”                 | A gyanakvás vizein            | Jennie Paddon  | Kit Lambert       | 2020. január 14. | 2021. március 10. |
| 8  | „The Curse of the Aesthetic”          | A szépség átka                | Paul Gibson    | Lol Fletcher      | 2020. január 15. | 2021. március 11. |
| 9  | „The Fall of the House of St Gardner” | A St. Gardner divatház bukása | Jennie Paddon  | Rachel Smith      | 2020. január 16. | 2021. március 12. |
| 10 | „The Tower of Lost Souls”             | Az elveszett lelkek tornya    | Dominic Keavey | Tahsin Güner      | 2020. január 17. | 2021. március 16. |

### 9. évad
| #  | Hivatalos epizódcím            | Magyar cím                | Rendezte      | Írta              | Eredeti premier  | Magyar premier     |
| -- | ------------------------------ | ------------------------- | ------------- | ----------------- | ---------------- | ------------------ |
| 1  | „The Menace of Mephistopheles” | Mefisztofelész kísértése  | Isher Sahota  | Dominique Moloney | 2022. január 3.  | 2022. november 8.  |
| 2  | „The Viper's Tongue”           | A vipera nyelve           | Steve M Kelly | Kit Lambert       | 2022. január 4.  | 2022. november 9.  |
| 3  | „The Requiem for the Dead”     | Rekviem a holtakért       | John Maidens  | Michelle Lipton   | 2022. január 5.  | 2022. november 10. |
| 4  | „The Children of Kalon”        | Kalon gyermekei           | Jo Hallows    | Tahsin Güner      | 2022. jauár 6.   | 2022. november 11. |
| 5  | „The Final Devotion”           | Utolsó áhítat             | Steve M Kelly | Kit Lambert       | 2022. január 7.  | 2022. november 14. |
| 6  | „The New Order”                |                           | Jo Hallows    | Neil Irvine       | 2022. január 10. |                    |
| 7  | „The Island of Dreams”         | Az álmok szigete          | Ruth Carney   | David Semple      | 2022. január 11. | 2022. november 15. |
| 8  | „The Wayward Girls”            | Makacs lányok             | Ruth Carney   | Dominique Moloney | 2022. január 12. | 2022. november 16. |
| 9  | „The Enigma of Antigonish”     | Az ember, aki ott se volt | Isher Sahota  | Lol Fletcher      | 2022. január 13. | 2022. november 17. |
| 10 | „The Red Death”                | A vörös halál             | John Maidens  | Kit Lambert       | 2022. január 14. | 2022. november 18. |

## Magyar nézettség
A sorozat nézettsége meglehetősen erős volt, kitartóan jó számokat hozott, nagyobb esések nem következtek be. Elsősorban az idősebb korosztály körében volt népszerű, de miután főműsoridőbe került, a célközönségnél is képes volt magasabb számokat hozni.
Az első évadot átlagosan pont 300 ezren nézték, a legnézettebb epizód a 7. volt, 386 ezer nézővel, a legkevésbé nézett pedig a 4., 248 ezerrel.
A második évad hasonló értékeket hozott, átlagosan 293 ezren követték figyelemmel Brown atya kalandjait, a legnézettebb epizód a 2. volt, 338 ezer nézővel, míg legkevesebb nézőt az évadzáró vonzott, de ez a késő esti sugárzásnak tudható be. Az utolsó epizódot leszámítva a célközönségből csupán egyszer nem vonzott a sorozat 40 ezernél több nézőt, míg az első évadban ez még ritkaságnak számított.
| Dátum             | Teljes lakosság (4+) | Teljes lakosság (4+) | Célközönség (18–49) | Célközönség (18–49) |
| Dátum             | AMR                  | SHR                  | AMR                 | SHR                 |
| ----------------- | -------------------- | -------------------- | ------------------- | ------------------- |
| 2015. április 13. | 318 ezer             | 7,4%                 | 34 ezer             | 2,4%                |
| 2015. április 20. | 354 ezer             | 7,8%                 | 42 ezer             | 2,8%                |
| 2015. április 27. | 279 ezer             | 6,8%                 | 36 ezer             | 2,6%                |
| 2015. május 4.    | 248 ezer             | 6,1%                 | 29 ezer             | 2,2%                |
| 2015. május 11.   | 250 ezer             | 6,2%                 | 24 ezer             | 1,9%                |
| 2015. május 18.   | 290 ezer             | 7,7%                 | 38 ezer             | 3,2%                |
| 2015. május 25.   | 386 ezer             | 8,4%                 | 42 ezer             | 2,5%                |
| 2015. június 1.   | 283 ezer             | 7,7%                 | 39 ezer             | 3%                  |
| 2015. június 8.   | 284 ezer             | 8,1%                 | 34 ezer             | 2,8%                |
| 2015. június 19.  | 310 ezer             | 7,4%                 | 39 ezer             | 2,7%                |
| Átlag             | 300 ezer             | 7,4%                 | 36 ezer             | 2,6%                |

| Dátum               | Teljes lakosság (4+) | Teljes lakosság (4+) | Célközönség (18–49) | Célközönség (18–49) |
| Dátum               | AMR                  | SHR                  | AMR                 | SHR                 |
| ------------------- | -------------------- | -------------------- | ------------------- | ------------------- |
| 2015. június 26.    | 329 ezer             | 8,5%                 | 46 ezer             | 3,6%                |
| 2015. július 3.     | 338 ezer             | 8,9%                 | 53 ezer             | 3,9%                |
| 2015. július 10.    | 287 ezer             | 7,8%                 | 58 ezer             | 4,7%                |
| 2015. július 17.    | 303 ezer             | 8,3%                 | 57 ezer             | 4,5%                |
| 2015. július 24.    | 268 ezer             | 7,6%                 | 48 ezer             | 4,1%                |
| 2015. július 31.    | 298 ezer             | 7,9%                 | 56 ezer             | 4,4%                |
| 2015. augusztus 7.  | 324 ezer             | 8,6%                 | 49 ezer             | 4%                  |
| 2015. augusztus 14. | 290 ezer             | 7,9%                 | 43 ezer             | 3,6%                |
| 2015. augusztus 21. | 313 ezer             | 7,8%                 | 38 ezer             | 2,6%                |
| 2015. augusztus 28. | 183 ezer             | 6,9%                 | 28 ezer             | 2,6%                |
| Átlag               | 293 ezer             | 8%                   | 48 ezer             | 3,8%                |